# 율리 베르간
율리에 베르간(Julie Bergan, 1994년 4월 12일 ~ )은 노르웨이의 싱어송라이터이다. 데뷔 이전 2013 멜로디 그랑프리에 참가한 이력이 있다.
2016년 Arigato (아리가토) 가 스웨덴 싱글차트 5위에 오르고 올해의 노래로 2016년 그래 미스 후보에 올랐다.

## 음반 목록

### 정규 음반
- Turn On the Lights (2018)

### EP
- Hard Feelings: Ventricle 1 (2019)